# ニイガタテクノウィング
ニイガタテクノウィングは株式会社新潟鐵工所の関連会社として1996年に設立。熟練した技術者・技能者の 人材派遣を新潟鉄工グループに行っていた。
2001年11月に新潟鐵工所が会社更生法の適用を申請し経営破綻したのを契機に資本関係を解消し独立。その後、東京と新潟に拠点を置いて、熟練した技術者・技能者、大企業で働いていた定年退職者を迎えて人材派遣・人材紹介を行っている。全国展開も行っており、全国の中小企業からは先端の技術を継承できて高い評判を得ている。